# Francesc Vicent
Pour les articles homonymes, voir Vicent.
Francesc Vicent, né en 1450 à Segorbe et mort vers 1512, est un joueur d’échecs valencien, puis espagnol qui a rédigé un des plus anciens ouvrages imprimés du jeu d'échecs moderne. Ce traité parut en 1495 et disparut au début du XIXe siècle. Selon les reconstructions des historiens, il présentait cent problèmes d'échecs qui furent repris par Lucena dans son livre paru vers 1497. Certains de ces problèmes, entre 24 et 75 selon les avis divergents des historiens, étaient composés avec les règles modernes du jeu d'échecs.
Après la publication de son ouvrage, Francesc Vicent quitte ensuite le royaume de Valence pour l’Italie en raison de problèmes avec l’Inquisition espagnole.
L’astéroïde (78071) Vicent, découvert en 2002, est ainsi nommé en son honneur.

## Libre dels jochs partits dels schacs en nombre de 100

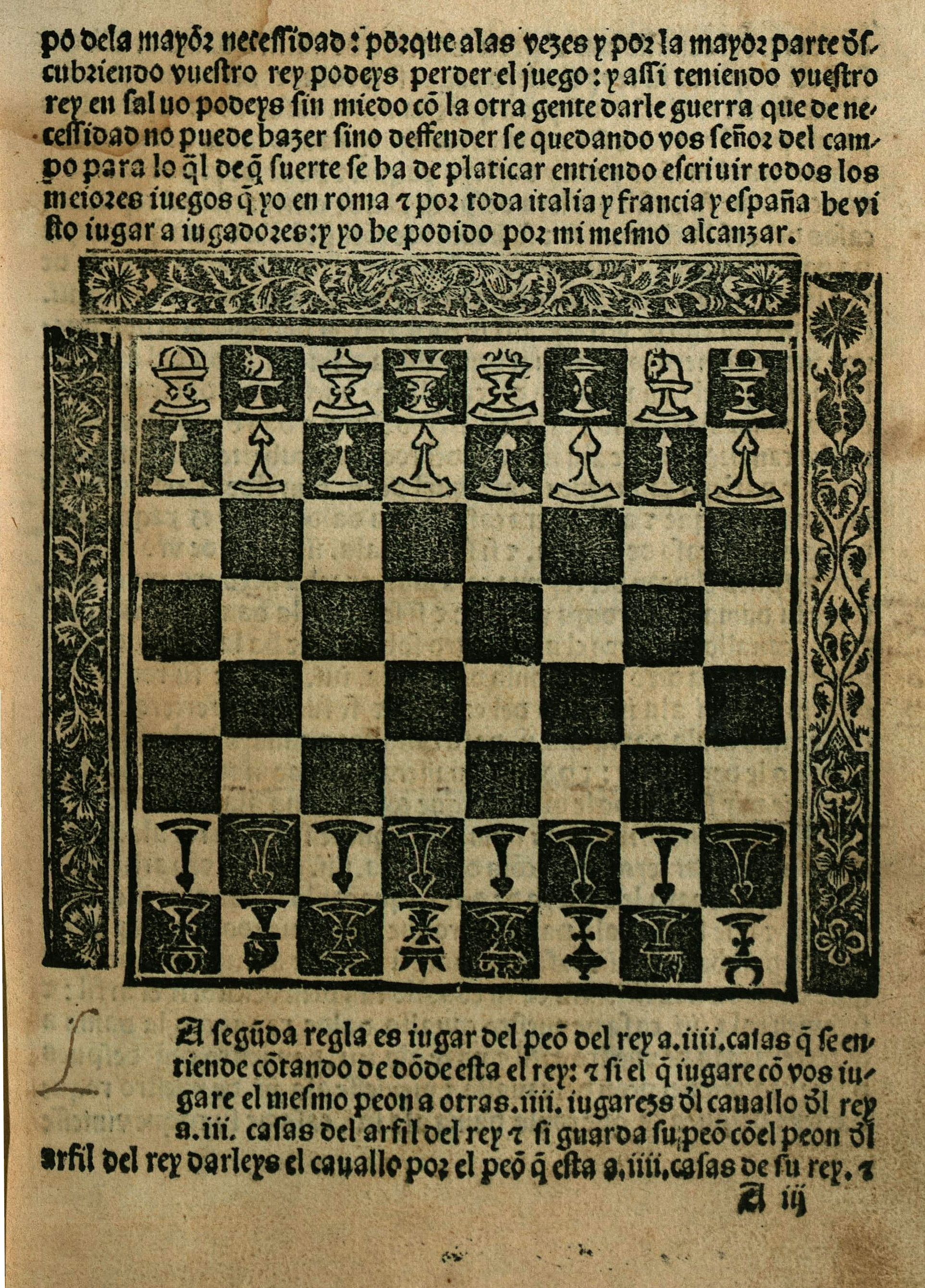
Livre de Lucena paru vers 1497, après celui de Vicent.

L'ouvrage de Vicent, Libre dels jochs partits dels schacs en nombre de 100, est imprimé à Valence le 15 mai 1495 par Lope de Roca Alemany et Pere Trincher. Aucun exemplaire de cette œuvre n’a survécu ; l’un, découvert à la librairie de l’abbaye de Montserrat, a disparu lors de la guerre d'indépendance espagnole, lorsque les soldats français qui y étaient retranchés se servirent des parchemins anciens pour confectionner des balles de fusil. 
La modification majeure et substantielle du jeu d’échecs au XVe siècle est constituée par l’introduction comme pièce la plus puissante de la dame, à laquelle les nouveaux déplacements sur l'échiquier donnèrent beaucoup plus de possibilités stratégiques que celles de l’antique et limitée alferza (qu’on peut traduire par « vizir »).
En 2001, José A. Garzon a publié un ouvrage où il parle d’une enquête ardue d’une décennie au terme de laquelle il réussit à montrer, à partir des premiers manuscrits et des premières gravures consacrés aux échecs, que l’ouvrage de Vicent traitait bien de problèmes d’échecs modernes, d’où son statut de premier ouvrage imprimé au monde sur le jeu d’échecs moderne. C’est d’ailleurs pourquoi beaucoup de joueurs d’échecs estiment, à l’instar d’Anatoli Karpov, que l’introduction de la dame viendrait du royaume de Valence au XVe siècle.